# Château de Saint-Parres-aux-Tertres
Le château de Saint-Parres-aux-Tertres est un château situé à Saint-Parres-aux-Tertres, en France.

## Localisation
Le château est situé sur la commune de Saint-Parres-aux-Tertres, dans le département français de l'Aube.

## Historique
L'édifice est inscrit au titre des monuments historiques en 1979.